# Isn't It Time
«Isn't It Time» es una canción del grupo estadounidense de rock The Beach Boys. La canción es el segundo sencillo del álbum That's Why God Made the Radio.
Se editó una versión especial en un EP con otros tres temas "California Girls", "Do It Again", "Sail On, Sailor" de un recital en Chicago el 28 de septiembre de 2012. El EP se distribuyó únicamente por iTunes, y la canción apareció en la compilación Fifty Big Ones de 2012. Para tal versión se hizo una remezcla de forma significativa y fue parcialmente regrabada. Según Mike Love: "hicimos un poco de trabajo extra en el puente para convertirlo en algo de cuatro partes (armonía) y también cambiamos la letra un poco".

## Créditos
The Beach Boys
- Brian Wilson – voz
- Mike Love – voz
- Al Jardine – voz
- Bruce Johnston – voz
- David Marks – guitarra

Músicos adicionales
- Jeffrey Foskett – voz, guitarra
- Jim Peterik – ukulele, percusión
- Larry Millas – bajo